# Chulun núr
Chulun núr (nebo Hulun nur, řidčeji Dalaj nor, čínsky znaky 呼倫湖) je jezero v pahorkatině Barga v autonomní oblasti Vnitřní Mongolsko v ČLR. Má rozlohu je 1100 km² a hloubku 6 až 9 m. Leží v nadmořské výšce 539 m.

## Pobřeží
Břehy jezera jsou nízké a ploché. V severní části jezera jsou mělčiny zarostlé rákosem.

## Vodní režim
Je napájeno vodou řek Kerulen a Orčun gol. V průběhu 20. století velmi zvětšilo své rozměry a na jeho konci přestalo být bezodtokým jezerem. Odtok z jezera, který je pokračováním řeky Kerulen se pod jezerem spojuje s řekou Chaj-lar-che a vytváří Arguň, jež je jednou ze zdrojnic Amuru.

## Využití
Jezero má sladkou vodu a je bohaté na ryby.